# La putta onorata
La putta onorata è un'opera teatrale in tre atti di Carlo Goldoni in dialetto veneziano scritta nel 1748, l'anno della riforma goldoniana. Fu rappresentata per la prima volta dalla compagnia Medebach al Teatro Sant'Angelo per il Carnevale del 1749. Le intenzioni riformatrici sono evidenti nella sostanza psicologica tutta nuova dei caratteri. 
La commedia ebbe una continuazione ne La buona moglie, del 1749.

## Trama
Nella città di Venezia la bella Bettina s'innamora di Pasqualino, un giovane ritenuto dalla ragazza il figlio di un gondoliere, Messer Menego. Anche il giovane crede di esserlo, ma non sa che da piccolo è stato adottato e che il suo vero padre è il mercante Pantalone. Anche Pantalone è inconsapevole di avere come figlio il pargolo del gondoliere: Lelio.
A questo intreccio di equivoci, che verrà risolto solo alla fine della commedia, si aggiunge anche il marchese Ottavio, follemente innamorato di Bettina, il quale la fa rapire e condurre nel suo palazzo ove ci sarà la resa dei conti fra gli innamorati, i gondolieri e Pantalone.

## Poetica
La commedia vuole rivendicare l'onore delle giovani popolane veneziane, spesso oltraggiate sulle scene.